# Break My Soul
«Break My Soul»  — песня американской певицы и автора песен Бейонсе, вышедшая 20 июня 2022 года в качестве ведущего сингла седьмого студийного альбома Renaissance с помощью компании Parkwood Entertainment и лейбла Columbia.
Песня «Break My Soul» была описана как танцевальный поп и хаус-трек и получила широкое признание после выхода, критики высоко оценили её продакшн и текст, назвав гимном Великой отставки. Сингл возглавил хит-парады Billboard Hot 100, Hot Dance/Electronic Songs, Hot R&B/Hip-Hop Songs и Hot R&B Songs, став первым в истории одновременно возглавлявшим эти четыре чарта. Благодаря этому хиту Бейонсе также присоединилась к Полу Маккартни и Майклу Джексону как единственным артистам в истории Hot 100, которые достигли показателя как минимум двадцати хитов в Топ-10 в качестве сольного исполнителя и десяти хитов в составе группы.

## История
В интервью британскому изданию журнала Vogue в июне 2022 года Бейонсе объявила о своём предстоящем седьмом студийном альбоме Renaissance, выход которого намечен на 29 июля и назвала его «своим самым амбициозным музыкальным проектом на сегодняшний день». Название песни и дата её выхода были раскрыты в биографиях певицы в социальных сетях 20 июня 2022 года; больше никаких объявлений сделано не было. Несколько стриминговых сервисов, включая Spotify и Apple Music, немедленно подтвердили новость.
Песня «Break My Soul» стала названием первого сингла альбома. Первоначально песня должна была выйти в полночь по восточному времени 21 июня, чтобы совпасть с июньским солнцестоянием 2022 года, но была выпущена на сервисе потокового вещания Tidal и YouTube за два часа до этого, 20 июня. «Break My Soul» — это первый сингл Бейонсе с сольного студийного альбома за последние шесть лет.

## Композиция
Автор Pitchfork Мэтью Штраус описал песню как «танцевальную композицию, которая призвана ознаменовать начало новой эры с новыми гимнами». Микаэль Вуд из Los Angeles Times назвал трек «грохочущим хаус-джемом в стиле 1990-х годов» с текстом, который «явно связывает песню с её корнями в сообществах чернокожих и квиров». Другие писали, что альбом является «бурным и эйфоричным кусочком хауса в стиле дивы 90-х» (Тара Джоши из The Guardian), «уверенным в себе возвращением, которое охватывает ню-диско» (Кянн-Сиан Уильямс из NME) и «матерью всех мелодий дэнс-попа» (Джек Кинг из GQ).
С лирической точки зрения, в треке Бейонсе «использует свой самый сильный голос, чтобы описать поиск освобождения от разрушительной работы… и нервной пандемии» [COVID-19], и он «наполнен танцевальными линиями… и повторяющимся призывом „Everybody“». В припеве «название песни меняется», когда Бейонсе поет «You won’t break my soul». Поклонники и средства массовой информации установили связь между такими словами, как «Now I just fell in love / And I just quit my job» и Великой отставкой, всплеском увольнений американцев с работы из-за стагнации заработной платы и недовольства условиями труда в период пандемии COVID-19. Американский журнал Glamour сообщил, что некоторые слушатели уже уволились с работы из-за этих слов и ожидают, что их примеру последуют другие.

## Отзывы
«Break My Soul» был высоко оценен критиками после выхода. В пятизвездочной рецензии для газеты i, Лорен О’Нил описала «Break My Soul» как «захватывающий танцполы возвращение», которое заставляет вас «поддаться импульсам вашего тела и потерять себя в нём». О’Нил похвалила Бейонсе за то, что в треке она использовала новые звуки, а её впечатляющий вокал и рэп-навыки «позволили ей предложить нечто совершенно новое и при этом полностью её собственное». Британский музыкальный критик Китти Эмпайр назвал эту песню «мгновенной классикой» и «восторженным экстатическим гимном хаус-музыки нашего времени».
Джем Асвад из журнала Variety описал песню как долгожданную для поклонников Бейонсе, назвав её «драйвовым танцевальным треком», а также отметив «зажигательный» и «настойчивый» хук. Джулианна Эскобедо Шепард из Pitchfork назвала трек «освобождением танцпола», в котором Бейонсе предстаёт «в роли антидепрессанта SSRI, её попытка избавиться от широко распространенной депрессии и сокрушительного стресса». Далее она подчеркивает положение песни в ряду вокальной хаус-музыки, называя её «палимпсестом с вызовами и звуками, заложенными глубоко в памяти клубных голов».
Rolling Stone включил песню в свой список лучших танцевальных хитов всех времён: № 108 в 200 Greatest Dance Songs of All Time. Бывший Президент США Барак Обама включил эту песню в качестве первого трека в свой плейлист «Лето 2022».

### Итоговые списки
| Публикация        | Список                     | Ранг | Ссылка |
| ----------------- | -------------------------- | ---- | ------ |
| Los Angeles Times | The 100 Best Songs of 2022 | 1    | [ 24 ] |
| NME               | Top 50 Best Songs of 2022  | 20   | [ 25 ] |
| The Guardian      | The 20 Best Songs of 2022  | 2    | [ 26 ] |
| Time              | The 10 Best Songs of 2022  | 5    | [ 27 ] |
| Pitchfork         | The 100 Best Songs of 2022 | 56   | [ 28 ] |
| Rolling Stone     | The 100 Best Songs of 2022 | 8    | [ 29 ] |
| Slant             | The 50 Best Songs of 2022  | 1    | [ 30 ] |

## Награды и номинации
| Год  | Церемония               | Награда                                     | Результат | Ссылка |
| ---- | ----------------------- | ------------------------------------------- | --------- | ------ |
| 2022 | American Music Awards   | Favorite R&B Song                           | Номинация | [ 31 ] |
| 2022 | MTV Video Music Awards  | Song of Summer                              | Номинация | [ 32 ] |
| 2022 | Soul Train Music Awards | Song of the Year                            | Победа    | [ 33 ] |
| 2022 | Soul Train Music Awards | The Ashford & Simpson Songwriter’s Award    | Номинация | [ 33 ] |
| 2022 | People’s Choice Awards  | The Song of 2022                            | Номинация | [ 34 ] |
| 2022 | Capricho Awards         | International Hit of the Year               | Номинация | [ 35 ] |
| 2023 | 65-я церемония «Грэмми» | Record of the Year                          | Номинация | [ 36 ] |
| 2023 | 65-я церемония «Грэмми» | Song of the Year                            | Номинация | [ 36 ] |
| 2023 | 65-я церемония «Грэмми» | Best Dance/Electronic Recording             | Победа    | [ 36 ] |
| 2023 | 65-я церемония «Грэмми» | Best Remixed Recording (Terry Hunter remix) | Номинация | [ 36 ] |
| 2023 | Brit Awards 2023        | International Song of the Year              | Победа    | [ 37 ] |

## Коммерческий успех
Песня «Break My Soul» стала номером один в США, Хорватии, Израиле, Ливане, Мальте, Северной Македонии и Южной Африке. Трек вошел в топ-10 в Австралии, Канаде, Греции, Ирландии, Японии, Мексике и Великобритании, а также в топ-20 в Бельгии, Исландии, Литве, Люксембурге, Нидерландах, Новой Зеландии и Швейцарии.
В США песня «Break My Soul» дебютировала на 15 месте в Billboard Hot 100 всего за три дня продаж, став 41-м синглом Бейонсе из топ-40 в качестве сольного исполнителя и самым высоким дебютом, начиная с «Walk on Water» в 2017 году. Песня также дебютировала на вершине чарта Digital Songs, став десятым номером один для Бейонсе. На следующей неделе песня достигла нового пика на седьмом месте после полной недели отслеживания, став 20-м синглом первой десятки Бейонсе как сольного исполнителя и 30-м синглом первой десятки в её карьере, включая ещё десять в составе группы Destiny’s Child.
Песня также стала первым синглом Бейонсе, вошедшим в десятку лучших в США после «Savage Remix» (с Megan Thee Stallion) в 2020 году, и её первым сольным синглом, вошедшим в десятку лучших после «Formation» в 2016 году. Она также присоединилась к Полу Маккартни и Майклу Джексону как единственным артистам в истории Hot 100, которые достигли показателя как минимум двадцати хитов в Топ-10 в качестве сольного исполнителя и десяти хитов в составе группы.
«Break My Soul» также возглавила чарт Hot Dance/Electronic Songs, став первым номером один в этом чарте для Бейонсе. На неделе в дату с 31 июля песня достигла нового пика — шестого места в Hot 100 и провела пятую неделю на вершине чарта Hot Dance/Electronic Songs. После выхода альбома Renaissance песня «Break My Soul» возглавила Hot 100, став восьмым синглом номер один Бейонсе в качестве солистки и двенадцатым, включая Destiny’s Child.
При этом Бейонсе удерживает восьмой по продолжительности промежуток между первой и последней песнями номер один в чарте среди сольных исполнителей — 19 лет и один месяц с тех пор, как песня «Crazy in Love» при участии Jay-Z начала восьминедельное пребывание на вершине 12 июля 2003 года. Кроме того, Бейонсе получила свой первый номер один в Hot 100 в главной роли за 13 лет и семь месяцев, с момента выхода «Single Ladies (Put a Ring on It)» в 2009 году. Этот промежуток является самым длинным среди исполнителей с главной ролью со времен песни Шер «Believe», поднявшейся на вершину чарта в марте 1999 года, и 24 года и 12 месяцев со времен песни «Dark Lady» в марте 1974 года.
Песня также возглавила чарты Hot R&B/Hip-Hop Songs (10-й чарттоппер Бейонсе), Hot R&B Songs (3-й) и осталась на шестой неделе на вершине чарта Hot Dance/Electronic Songs, став первой песней в истории, возглавившей все четыре чарта одновременно. В Канаде «Break My Soul» дебютировала под номером 29 на неделе 2 июля 2022 года. На следующей неделе она поднялась на 21 позицию и достигла нового пика — восьмого места, став девятым синглом Бейонсе из первой десятки в стране в качестве сольного исполнителя. После выхода Renaissance песня достигла нового пика — четвёртого места.

## Ремиксы
3 августа Бейонсе выпустила EP с четырьмя ремикшированными версиями трека, спродюсированными will.i.am, Terry Hunter, Honey Dijon и Nita Aviance.
5 августа Бейонсе выпустила ремикс эксклюзивно через свой интернет-магазин, а затем выпустила его на стриминговых сервисах; ремикс «The Queens Remix» это коллаборация с Мадонной, интерполирующий её хит 1990 года «Vogue». В нём Бейонсе назвала таких музыкантов как Розетта Тарп, Сантиголд, Бесси Смит, Нина Симон, Betty Davis, Соланж Ноулз, Эрика Баду, Лиззо, Келли Роуланд, Лорин Хилл, Роберта Флэк, Тони Брэкстон, Джанет Джексон, Тиера Вок, Мисси Эллиотт, Дайана Росс, Грейс Джонс, Арета Франклин, Анита Бейкер, Sade, Джилл Скотт, Мишель Уильямс, Хлоя Бейли, Хэлли Бейли, Алия, Алиша Киз, Уитни Хьюстон, Рианна и Ники Минаж, прежде чем назвать легендарные танцевальные залы, такие как House of Xtravaganza, House of Aviance и House of LaBeija.

## Список треков и форматов
1-трековый цифровой сингл
1. «Break My Soul» — 4:38

3-трековый цифровой сингл
1. «Break My Soul» — 4:38
2. «Break My Soul» (a cappella version) — 4:04
3. «Break My Soul» (instrumental version) — 4:35

Remixes EP
1. «Break My Soul» (will.i.am remix) — 3:58
2. «Break My Soul» (Terry Hunter remix) — 5:30
3. «Break My Soul» (Honey Dijon remix) — 6:27
4. «Break My Soul» (Nita Aviance club mix) — 9:54

The Queens Remix
1. «Break My Soul» (The Queens Remix) (with Madonna) — 5:56

## Чарты
| Чарт (2022)                                | Высшая позиция |
| ------------------------------------------ | -------------- |
| Австралия (ARIA)                           | 6              |
| Австрия (Ö3 Austria Top 40)                | 51             |
| Бельгия/Фландрия (Ultratop 50)             | 12             |
| Бельгия/Валлония (Ultratop 50)             | 14             |
| Бразилия (Top 100 Brasil)                  | 82             |
| Бразилия (Pop Internacional)               | 4              |
| Канада (Billboard Canadian Hot 100)        | 4              |
| Канада (Billboard AC Airplay)              | 44             |
| Канада (Billboard CHR/Top 40)              | 9              |
| Канада (Billboard Hot AC)                  | 18             |
| Хорватия (HRT)                             | 1              |
| Чехия (Rádio Top 100)                      | 56             |
| Чехия (Singles Digitál Top 100)            | 86             |
| Дания (Tracklisten)                        | 33             |
| Финляндия (Radiosoittolista)               | 31             |
| Франция (SNEP)                             | 18             |
| Германия (GfK)                             | 42             |
| Мир (Billboard Global 200)                 | 6              |
| Греция (IFPI)                              | 8              |
| Венгрия (Single Top 40)                    | 31             |
| Исландия (Plötutíðindi)                    | 8              |
| Ирландия (IRMA)                            | 1              |
| Израиль (Media Forest)                     | 1              |
| Италия (FIMI)                              | 64             |
| Япония (Billboard Japan)                   | 4              |
| Литва (AGATA)                              | 14             |
| Люксембург (Billboard)                     | 20             |
| Мексика Mexico Airplay (Billboard)         | 31             |
| Нидерланды (Dutch Top 40)                  | 29             |
| Нидерланды (Single Top 100)                | 14             |
| Новая Зеландия (Recorded Music NZ)         | 16             |
| Португалия (AFP)                           | 21             |
| Словакия (Rádio Top 100)                   | 42             |
| Словакия (Singles Digitál Top 100)         | 33             |
| ЮАР (Radio, RISA)                          | 1              |
| Республика Корея (Download, Circle)        | 119            |
| Швеция (Sverigetopplistan)                 | 30             |
| Швейцария (Schweizer Hitparade)            | 15             |
| Турция (Radiomonitor Top 100)              | 14             |
| Великобритания (UK Singles Chart)          | 2              |
| Великобритания (UK Dance Chart)            | 2              |
| США (Billboard Hot 100)                    | 1              |
| США (Billboard Adult Top 40)               | 11             |
| США (Billboard Hot Dance/Electronic Songs) | 1              |
| США (Billboard Hot R&B/Hip-Hop Songs)      | 1              |
| США (Billboard R&B/Hip-Hop Airplay)        | 1              |
| США (Billboard Mainstream Top 40)          | 8              |
| США (Billboard Rhythmic)                   | 1              |

## Сертификации
| Регион                                                                      | Сертификация | Продажи |
| --------------------------------------------------------------------------- | ------------ | ------- |
| Австралия (ARIA)                                                            | Платиновый   | 70 000  |
| Канада (Music Canada)                                                       | Золотой      | 40 000  |
| Франция (SNEP)                                                              | Золотой      | 100 000 |
| Швейцария (IFPI Switzerland)                                                | Золотой      | 10 000  |
| Великобритания (BPI)                                                        | Золотой      | 400 000 |
| США (RIAA)                                                                  | Золотой      | 500 000 |
| Данные о продажах + прослушиваниях приведены только на основе сертификации. |              |         |

## История релиза
| Регион | Дата           | Формат                                  | Версия                         | Лейбл             | Ссылка  |
| ------ | -------------- | --------------------------------------- | ------------------------------ | ----------------- | ------- |
| Мир    | 20 июня 2022   | Цифровые загрузки стриминг              | Original                       | Parkwood Columbia | [ 7 ]   |
| Italy  | 24 июня 2022   | Radio airplay                           | Original                       | Sony Music        | [ 103 ] |
| США    | 27 июня 2022   | AC radio hot AC radio modern AC radio   | Original                       | Columbia          | [ 104 ] |
| США    | 28 июня 2022   | Contemporary hit radio                  | Original                       | Columbia          | [ 105 ] |
| США    | 28 июня 2022   | Rhythmic contemporary radio             | Original                       | Columbia          | [ 106 ] |
| США    | 28 июня 2022   | Urban AC radio urban contemporary radio | Original                       | Columbia          | [ 107 ] |
| Мир    | 22 июня 2022   | Цифровые загрузки стриминг              | 3-track                        | Parkwood Columbia | [ 48 ]  |
| Мир    | 3 августа 2022 | Цифровые загрузки стриминг              | Remixes EP                     | Parkwood Columbia | [ 44 ]  |
| Мир    | 5 августа 2022 | Цифровые загрузки стриминг              | The Queens Remix; with Madonna | Parkwood Columbia | [ 47 ]  |